# Tarzan, seigneur de la jungle (série télévisée d'animation)
Pour les articles homonymes, voir Tarzan (homonymie).
Tarzan, seigneur de la jungle (Tarzan, Lord of the Jungle) est une série télévisée d'animation américaine en 36 épisodes créée par Don Towsley d'après la série de romans de Edgar Rice Burroughs, et diffusée du 11 septembre 1976 au 3 novembre 1979 sur le réseau CBS.
En France, la série a été diffusée pour la première fois le 18 décembre 1978 sur Antenne 2 et rediffusée en 1981 dans Récré A2. Elle reste inédite dans les autres pays francophones.

## Origine
- Ce dessin animé est adapté de la série de romans écrits par Edgar Rice Burroughs, débutée en 1912, et dont le premier livre s'intitule Tarzan seigneur de la jungle (Tarzan of the Apes).

- Le petit singe qui accompagne Tarzan dans cette série s'appelle N'Kima, et non Cheetah. Le nom de Cheetah avait, en effet, été inventé dans les premiers films sur Tarzan.

## Synopsis
Dans la jungle, un bébé orphelin est recueilli et élevé par des singes. Devenu adulte, il dominera la plupart des animaux...

## Fiche technique
- Titre original : Tarzan, Lord of the Jungle
- Titre français : Tarzan, seigneur de la jungle
- Réalisateur : Don Towsley
- Scénaristes : Michael Reaves, Chuck Menville, Len Janson
- Musique : Yvette Blais, Jeff Michael (compositeurs)
- Production : Norm Prescott, Lou Scheimer, Don Christensen
- Sociétés de production : Filmation
- Pays d'origine : États-Unis
- Langue : anglais
- Nombre d'épisodes : 36 épisodes (4 saisons)
- Durée : 30 minutes
- Dates de première diffusion :
  -  États-Unis : 11 septembre 1976
  -  France : 18 décembre 1978

## Distribution

### Voix françaises
- Jean Roche : Tarzan

### Voix américaines
- Robert Ridgely : Tarzan
- Ted Cassidy : Phobeg
- Linda Gary : Fana la chasseresse
- Joan Gerber : Reine Nemone
- Alan Oppenheimer : Tomos

## Épisodes

### Première saison (1976)
1. Tarzan et la cité de l'or (Tarzan and the City of Gold)
2. Tarzan et les vikings (Tarzan and the Vikings)
3. Tarzan et le lion d'or (Tarzan and the Golden Lion)
4. Tarzan et la cité interdite (Tarzan and the Forbidden City)
5. Tarzan et le cimetière des éléphants (Tarzan and the Graveyard of the Elephants)
6. Le retour de Tarzan à la cité de l'or (Tarzan’s Return to the City of Gold)
7. Tarzan et les extra-terrestres (Tarzan and the Strange Visitors)
8. Tarzan et le pays des géants (Tarzan and the Land of the Giants)
9. Tarzan et les chevaliers de Nimmr (Tarzan and the Knights of Nimmr)
10. Le rival de Tarzan (Tarzan's Rival)
11. Tarzan et la cité ensorcelée (Tarzan and the City of Sorcery)
12. Tarzan et le monde des ténèbres (Tarzan at the Earth's Core)
13. Tarzan et le monstre des glaces (Tarzan and the Ice Creature)
14. Tarzan et les olympiades (Tarzan and the Olympiads)
15. Le procès de Tarzan (Tarzan's Trial)
16. Tarzan l'ennemi (Tarzan, the Hated)

### Deuxième saison (1977)
Six nouveaux épisodes ont été diffusés lors de l'émission The Batman/Tarzan Adventure Hour (en).
1. Tarzan et la cité engloutie (Tarzan and the Sunken City of Atlantis)
2. Tarzan et les hommes-oiseaux (Tarzan and the Bird People)
3. Tarzan et le colosse de Zome (Tarzan and the Colossus of Zome)
4. Tarzan et la bête au masque de fer (Tarzan and the Beast in the Iron Mask)
5. Tarzan et la princesse amazone (Tarzan and the Amazon Princess)
6. Tarzan et les conquistadors (Tarzan and the Conquistadors)

### Saison 3 (1978)
Six nouveaux épisodes ont été diffusés lors de la première saison de l'émission Tarzan and the Super 7 (en).
1. Tarzan et le peuple araignée (Tarzan and the Spider People)
2. Tarzan et le dieu de l'espace (Tarzan and the Space God)
3. Tarzan et le monde perdu (Tarzan and the Lost World)
4. Tarzan et le dieu Singe (Tarzan and the Monkey God)
5. Tarzan et la jungle hantée (Tarzan and the Haunted Forest)
6. Tarzan et l'île du Docteur Morphos (Tarzan and the Island of Dr Morphos)

### Saison 4 (1979)
Huit nouveaux épisodes ont été diffusés lors de la deuxième saison de l'émission Tarzan and the Super 7.
1. Tarzan et Le Sifu (Tarzan and the Sifu)
2. Tarzan et Jane (Tarzan and Jane)
3. Tarzan et le pays souterrain (Tarzan and the Land Beneath the Earth)
4. Tarzan et la sécheresse (Tarzan and the Drought)
5. Tarzan et le voleur d'âmes (Tarzan and the Soul Stealer)
6. Tarzan et le futur roi (Tarzan and the Future King)
7. Tarzan et la chasseresse (Tarzan and the Huntress)
8. Tarzan et l'éléphant blanc (Tarzan and the White Elephant)

## Éditions DVD
- États-Unis :

L'intégrale de la saison 1 est sortie le 14 juin 2016 en coffret 2 DVD chez Warner Bros Home Entertainment.
- France :

L'intégrale de la saison 1 est sortie en zone 2 quelques semaines après la zone 1 en coffret 2 DVD chez Warner Home Entertainment Benelux avec la version française d'origine. Les transferts sont identiques à l'édition américaine. (ASIN B01JA5GFJU)